# Michelle Jenneke
Michelle Jenneke (* 23. Juni 1993 in Kenthurst) ist eine australische Hürdenläuferin, die sich auf die 100-Meter-Distanz spezialisiert hat.

## Sportliche Laufbahn
Ihren ersten Wettkampf bei internationalen Meisterschaften bestritt Michelle Jenneke bei den Jugendozeanienmeisterschaftern 2010 in Sydney, bei denen sie die Bronzemedaille über 100 Meter sowie die Goldmedaillen über 100 Meter Hürden und mit der australischen 4-mal-100-Meter-Staffel gewinnen konnte. Zudem nahm sie an den erstmals ausgetragenen Olympischen Jugendspielen in Singapur teil und gewann dort die Silbermedaille im Hürdenlauf. 2012 qualifizierte sie sich für die Juniorenweltmeisterschaften in Barcelona, bei denen sie den fünften Platz im Hürdensprint belegte. Zwei Jahre später nahm sie Australien an den Commonwealth Games in Glasgow teil und erreichte dort ebenfalls den fünften Platz.
2015 nahm die Mechatronik-Studentin der Universität Sydney an den Studentenweltspielen im südkoreanischen Gwangju teil und gewann dort die Bronzemedaille. Zudem qualifizierte sie sich auch für die Weltmeisterschaften in Peking, bei denen sie bis in das Halbfinale gelangte. 2016 erfolgte die Teilnahme an den Hallenweltmeisterschaften in Portland, bei denen sie als 10. des Vorlaufes bereits in der ersten Runde ausschied. Des Weiteren qualifizierte sie sich für die Olympischen Spiele in Rio de Janeiro, bei denen sie mit 13,26 s im Vorlauf ausschied. 2017 nahm sie erneut an den Weltmeisterschaften in London teil und erreichte dort erneut das Halbfinale. Bei den Weltstudentenspielen in Taipeh zwei Wochen später belegte sie den achten Platz im Finale. 2018 bei den Hallenweltmeisterschaften in Birmingham gelangte sie bis in das Halbfinale, in dem sie mit 8,22 s ausschied. Anfang April wurde sie bei den Commonwealth Games im heimischen Gold Coast in 13,07 s Vierte. Anschließend belegte sie beim Leichtathletik-Continentalcup 2018 in Ostrava in 13,50 s den achten Platz.
2019 gelangte sie bei den Weltmeisterschaften in Doha bis ins Halbfinale und schied dort mit 13,09 s aus. 2022 gewann sie bei den Ozeanienmeisterschaften in Mackay in 12,95 s die Silbermedaille hinter Landsfrau Celeste Mucci und anschließend schied sie bei den Weltmeisterschaften in Eugene mit neuer Bestleistung von 12,66 s im Halbfinale aus. Daraufhin gelangte sie bei den Commonwealth Games in Birmingham mit 12,68 s auf den fünften Platz. Im Jahr darauf siegte sie in 12,75 s beim Maurie Plant Meet sowie in 12,80 s beim Brisbane Track Classic. Im August schied sie bei den Weltmeisterschaften in Budapest mit 12,80 s im Halbfinale aus. 2024 schied sie bei den Hallenweltmeisterschaften in Glasgow mit 8,05 s im Semifinale über 60 Meter Hürden aus und im August schied sie bei den Olympischen Sommerspielen in Paris mit 13,86 s in der Hoffnungsrunde über 100 m Hürden aus.
In den Jahren 2016, 2023 und 2024 wurde Jenneke Australische Meisterin im Hürdensprint sowie 2018 mit der 4-mal-100-Meter-Staffel.

## Persönliche Bestzeiten
- 100 Meter: 11,63 s (+1,0 m/s), 7. Januar 2023 in Brisbane
- 100 m Hürden: 12,65 s (+1,6 m/s), 7. Juli 2024 in Hengelo
  - 60 m Hürden (Halle): 7,89 s, 10. Februar 2023 in Berlin

## Besonderheiten
Michelle Jenneke fiel den Medien in Barcelona 2012 besonders durch ihren „Warmup Dance“ auf, den sie seither vor jedem ihrer Starts aufführt. Während andere Athletinnen in den Sekunden vor dem Startschuss eher in eine Konzentrationsmimik verfallen, tanzte sich Jenneke fröhlich und zur Begeisterung der Zuschauer in Stimmung.